# Conrad Heese
Conrad Heese (* 12. Februar 1872 in Stargard in Pommern; † 1. Dezember 1945 in Görlitz) war ein Rechtsanwalt und Justizrat.

## Leben
Er studierte in Berlin Rechtswissenschaften und heiratete als Assessor Elisabeth Hartig in Hannover. Danach arbeitete er in Mülheim an der Ruhr und Königswinter als Rechtsanwalt. 1907 ließ er sich dann in Görlitz nieder. Conrad Heese war Hauptmann im Ersten Weltkrieg, wurde verwundet und erhielt 1917 das Eiserne Kreuz 1. Klasse.
Er wurde nach dem Krieg zum Notar und 1920 zum Justizrat ernannt. Seine Praxis hat er in Görlitz wieder aufgebaut und wohnte in der Jakob-Böhme-Straße 12.
Nach seiner Vertreibung im Juni 1945 aus dem Ostteil der Stadt wohnte er mit seiner Frau behelfsmäßig in seinem Büro in Görlitz am Marienplatz.

## Leistungen
Er war als preußischer Jurist ein politisch unbestechlicher Rechtsmensch und hatte in der Zeit vor 1945 jede politische Willkür aus seiner Juristerei ferngehalten und stets auf die Einhaltung der Allgemeinen Menschenrechte geachtet.
Als Anfang des Monats Februar 1945 in Görlitz der Geschützdonner der von Osten näherrückenden Front zu hören war und hunderttausende schlesischer Flüchtlinge über die westschlesische Großstadt hinwegzogen, begann Conrad Heese sein Tagebuch.
Durch seine Tagebuchaufzeichnungen wird die politisch-ethnische Teilung der über 900 Jahre alten Stadt Görlitz festgehalten. Ebenso, was der sowjetische Stadtkommandant, Oberst der Roten Armee, A. Nesterow, Ende Mai 1945 mit seinem Stab am westlichen Neißeufer erscheinend, den polnischen Soldaten zuruft: „Nicht diese Neiße - Irrtum!“ (Eta Naisje njet – sabluschdjenije!).
Seine Tagebuchaufzeichnungen enden am 24. November 1945. Er konnte aufgrund seiner körperlichen Verfassung durch Unterernährung und ungewohnt körperlicher Anstrengungen geschwächt, seiner Erkältung keinen Widerstand entgegenbringen. Er starb an einer Rippenfellentzündung am 1. Dezember 1945 in Görlitz.